# Anthrenus knizeki
Anthrenus knizeki es una especie de escarabajo de piel del género Anthrenus, categorizada en la tribu Anthrenini, de la subfamilia Megatominae.

## Distribución
Se distribuye por Asia: China, en la provincia de Hebei.

## Taxonomía
Fue descrita por Háva en 2004.